# Cantó de Saint-Brieuc-Nord
El cantó de Saint-Brieuc-Nord (bretó Kanton Sant-Brieg-Norzh) és una divisió administrativa francesa situat al departament de Costes del Nord a la regió de Bretanya.

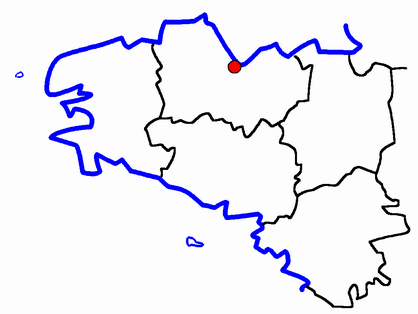
Situació del cantó

Està format pels quartiers de Saint-Michel, Cesson, Ville Bastard, Ginglin, Plateau, Balzac i Europe.

## Història
| Data d'elecció                           | Identitat        | Partit | Qualitat |
| ---------------------------------------- | ---------------- | ------ | -------- |
| març 2001                                | Alain Cadec      | UMP    |          |
| setembre 1989                            | Christian Daniel | RPR    |          |
| març 1982                                | Claude Saunier   | PS     |          |
| les dades anteriors no són pas conegudes |                  |        |          |
|                                          |                  |        |          |